# Kalinkovo
Kalinkovo, do roku 1948 Szemet (maď. Szemet, něm. Semethdorf), je obec na Slovensku v okrese Senec. Žije zde přibližně 1 500 obyvatel.

## Poloha
Kalinkovo leží v jihozápadní části Žitného ostrova mezi obcemi Dunajská Lužná a Hamuliakovo, 16 km jihovýchodně od Bratislavy. Jihozápadní část obce se nachází u břehů Vodního díla Gabčíkovo (Hrušovské zdrže). Obec je oblíbeným místem vyznavačů windsurfingu.

## Historie
První písemná zmínka o obci pochází z roku 1288. Do Trianonské smlouvy byla obec součástí Uherska, poté byla součástí Československa. V důsledku první vídeňské arbitráže byla obec v letech 1938 až 1945 součástí Maďarska. V letech 1945 až 1992 byla obec opět součástí Čskoslovenska.

## Pamětihodnosti
Nejvýznamnější pamětihodností obce je římskokatolický kostel svatého Františka Assiského, který byl postaven v letech 1929 - 1930 a který nahradil starší románský kostel ze začátku druhé poloviny 13. století.